# セントラリア (ワシントン州)
セントラリア（Centralia）は、アメリカ合衆国ワシントン州ルイス郡の都市である。人口は1万8183人（2020年）。シアトルの南西150キロメートルに位置している。

## 地理・気候
北緯46度43分14秒、西経122度57分41秒に位置している。
アメリカ合衆国統計局によると、総面積19.3 km2 (7.5 mi2) である。このうち19.2 km2 (7.4 mi2) が陸地であり、0.1 km2 (0.1 mi2) (0.67%) が水地である。
- 山:
- 河川:
- その他:

## 人口
2000年国勢調査では、人口14,742人、5,943世帯、3,565家族が暮らしている。人口密度は768.1/km2 (1,990.6/mi2) である。339.2/km2 (879.0/mi2) の平均的な密度に6,510軒の住宅が建っている。この都市の人種的な構成は白人89.76%、アフリカン・アメリカン0.44%、ネイティブ・アメリカン1.25%、アジア0.94%、太平洋諸島系0.30%、その他の人種4.94%、混血2.38%である。この人口の10.22%はヒスパニックまたはラテン系である。
全世帯のうち、18歳未満の子供と同居している世帯が29.4%、夫婦のみの世帯が41.7%、未婚女性の世帯が13.0%であり、40.0%は家族を持たない。個人名義の世帯主が32.7%、そのうち65歳以上が16.9%である。世帯ごとの平均人数は2.40人、家族ごとの平均人数は3.02人である。
18歳未満の未成年が25.2%、18歳以上24歳以下が10.5%、25歳以上44歳以下が25.7%、45歳以上64歳以下が19.4%、65歳以上が19.2%、平均年齢は37歳である。女性100人に対して男性は89.8人である。18歳以上の女性100人に対して男性は86.6人である。
この都市の世帯ごとの平均的な収入は30,078 USドルであり、家族ごとの平均的な収入は35,684 USドルである。男性は31,595 USドルに対して女性は22,076 USドルの平均的な収入がある。この都市の一人当たりの収入 (per capita income) は16,305 USドルである。人口の13.6%及び家族の18.0%は貧困線以下である。全人口のうち18歳未満の24.4%及び65歳以上の10.8%は貧困線以下の生活を送っている。